# Egyptian National Railways
Egyptian National Railways (en árabe: السكك الحديدية المصرية‎ Al-Sikak al-Ḥadīdiyyah al-Miṣriyyah) es la empresa ferroviaria nacional de Egipto y opera toda la red e infraestructura ferroviaria egipcia. Fue fundada en 1854, lo que convierte a los Ferrocarriles Egipcios en el segundo país del mundo donde se estableció el ferrocarril poco después de los británicos. Las oficinas centrales están en El Cairo y la empresa gestiona una red de 5083 km (3158,4 mi).

## Historia

### 1833–1877
En 1833, Muhammad Ali Pasha consideró construir un ferrocarril entre Suez y El Cairo para mejorar el tránsito entre Europa y la India. Muhammad Ali había procedido a comprar el ferrocarril cuando el proyecto fue abandonado debido a la presión de los franceses que tenían interés en construir un canal.
Muhammad Ali murió en 1848 y en 1851 su sucesor Abbas I contrató a Robert Stephenson para construir el primer ferrocarril de ancho estándar de Egipto. La primera sección, entre Alejandría en la costa mediterránea y Kafr el-Zayyat en la rama Rosetta del Nilo, se abrió en 1854. Este fue el primer ferrocarril en el Imperio Otomano, así como África y Oriente Medio. En el mismo año, Abbas murió y fue sucedido por Sa'id Pasha, en cuyo reinado la sección entre Kafr el-Zayyat y El Cairo se completó en 1856, seguida de una extensión de El Cairo a Suez en 1858. Esto completó el primer enlace de transporte moderno entre el Mediterráneo y el Océano Índico, ya que Ferdinand de Lesseps no completó el Canal de Suez hasta 1869.
En Kafr el-Zayyat, la línea entre El Cairo y Alejandría cruzó originalmente el Nilo con un tren flotante o barcaza de 24 m. Sin embargo, el 15 de mayo de 1858, un tren especial que transportaba al presunto heredero de Sa'id, Ahmad Rifaat Pasha, cayó del flotador al río y el príncipe se ahogó. Stephenson, por lo tanto, reemplazó el tren flotante con un puente giratorio de casi 500 metros de largo. Al final del reinado de Sa'id, las ramas se habían completado de Banha a Zagazig en la rama Damietta del Nilo en 1860, a Mit Bera en 1861 y de Tanta a Talkha más abajo en el Damietta Nilo en 1863.
El sucesor de Sa'id, Isma'il Pasha, se esforzó por modernizar Egipto y agregó impulso al desarrollo ferroviario. En 1865, una nueva sucursal llegó a Desouk en la Rosetta del Nilo y se abrió una segunda ruta entre El Cairo y Talkha, lo que dio un enlace más directo entre El Cairo y Zagazig. Al año siguiente, una rama hacia el sur desde Tanta llegó a Shibin El Kom. La red comenzó a avanzar hacia el sur a lo largo del lado oeste del Nilo con la apertura de la línea entre Imbaba cerca de El Cairo y Minya en 1867. En 1868 se agregó una pequeña rama a Faiyum. En ese mismo año se completó una línea entre Zagazig y Suez a través de Nifisha. Al año siguiente, la línea a Talkha se extendió a Damietta en la costa mediterránea y se abrió una sucursal a Salhiya y Sama'ana.
Imbaba no tuvo un puente ferroviario que cruzara el Nilo hasta El Cairo hasta 1891. Sin embargo, se abrió en 1872 una larga línea entre El Cairo y un cruce al oeste de Kafr el-Zayyat, uniendo Imbaba con la red nacional. Desde Minya, la línea hacia el sur avanzó más lentamente, llegando a Mallawi en 1870 y Assiut en 1874. En la orilla oeste hasta Najee Hammady, desde donde se continúa en la orilla este del Nilo hasta Asuán. Una línea más corta hacia el sur unía El Cairo con Tura en 1872 y se extendió a Helwan en 1875. En el Delta del Nilo, el mismo año, una rama corta llegó a Kafr el-Sheikh y en 1876 se completó una línea a lo largo de la costa mediterránea que une los términos en Alejandría y Rosetta.

## Material rodante
En 1936, había 627 locomotoras, 25 automotores de vapor, 1430 coches de pasajeros y 14.831 vagones de carga.